# Нова српска сцена
Нова српска сцена је термин којим се углавном означавају српске поп/рок музичке групе настале након 2000. године.
Музички састави обухваћени овим термином су жанровски прилично разноврсни. Одређеном броју бендова је заједнички утицај југословенског новог таласа 1980-их и савремене светске инди поп/рок сцене, иако то никако не важи за све.
Велики број београдских бендова нове српске сцене је окупљен у згради БИГЗ-а, у којој се налазе на десетине музичких студија и која служи као нека врста неформалног културног центра.

## Назив
Термин нова српска сцена је првобитно скован у другој половини деценије двехиљадитих од стране интернет магазина Попбокс. Они су на својим страницама, у оквиру рубрике “Сцена”, омогућавали младим и неафирмисаним ауторима помоћ око дискографске и медијске активности, односно представљања њиховог рада широј публици. Рад рубрике “Сцена” резултирао је едицијом "Нова српска сцена", у којој је Попбокс заједно са продуцентском кућом Дигимедија/Одличан Хрчак (исти власник) објавио седам издања нових српских бендова. Временом је термин нова српска сцена добио знатно шире значење, које обухвата већину новијих српских поп и рок бендова.
Назив нова српска сцена критичари често сматрају претенциозним. Они напомињу да није јасно шта би та формулација могла значити: да годинама поменута сцена није постојала, или јесте али је игнорисана, или се тек скоро десила “експлозија” ширих размера те су створени услови за покретање “новог вала”?  Неки сматрају да нова српска сцена "изгледа као меланхолични конструкт прошлог времена".

## Представници
Неки од нових српских поп/рок састава:
| - С.А.Р.С - Пикник - Петрол - Репетитор - Нежни далибор - Ендорфин - Хоркестар - Slaptrap - ЏЏ - The Branka - Метак за зликовца - Дамјан од Ресника - Људске потребе - Шака јада - Бас и стега | - Аутопарк - Крш - Чинч - Електроласта - Pop-Ups - Јосип А Лисац - Вирвел - Афтерслип - Илија Лудвинг - Маргита је мртва - ЖенеКесе - КецКец - Threesome | - Горибор - Краљ чачка - Манисент и менталност - Иње - Јесењи оркестар - Пионир 10 - Штреберси - Алфа Тица - Халбстар и умбра - Лула мае - Земља грува - Сви на под - Ксанакс - Издржи рибице - Mothership Orchestra - Кришке - Битипатиби | - Stuttgart Online - Тобија - Болесна штенад - Клопка за пионира - Мултиетничка атракција - Никад доста - Shiroko - Radio Xanax - Sinestezija - Данас сви знају да играју фудбал - Тобић Тобић идол младих - Дуо тројица - Марко Александар Гајић - Very Heavy Sars - Хоркестар - sHpiritus mOvens - Стереолимит | - NOVA - Straight Mickey and the Boyz |

## Компилације

### "Јутро ће променити све?" (2007)
2007. године у издању ПГП РТС је објављена компилација под називом Нова српска сцена: Јутро ће променити све?. На њој се налази 17 16 бендова из различитих крајева Србије. На компилацији се налазе песме следећих извођача:
1. Минт – Comin' Out Of Jail
2. Ендорфин – Десет хиљада извињења
3. Пионир 10 – Le Lun
4. Ика – Бабл
5. The Mothership Orchestra – Then She Kissed Him
6. Нежни далибор – Значајан догађај
7. Илија Лудвиг – Миконос
8. Хоркешкарт– Једем ти матер
9. Shiroko – Crazy
10. Репетитор – Ja
11. Neverhood – Тешик=Извол'те
12. Горибор – Чујем блуз
13. Петар Рудић Ft. Zoe Kidah – And More
14. Graf – Млад човек
15. Stuka – Лорд
16. Суперстудио – Уназад
17. Пионир 10 – Да да да

Седам група и солиста су из Београда, три из Панчева, два бенда су из Суботице и по један из Бечеја, Бора, Врања и Пожеге. Овај албум је замишљен као „документ тренутне ситуације” и представља „један субјективан поглед на актуелну музичку сцену у Србији”.

### "Шта треба малој деци" (2007)
"Шта треба малој деци" је компликација нових бендова објављена у издању Корнета. На њој се налазе песме следећих извођача:
1. Činč - Шта треба малој деци
2. Пикник - О да
3. ТобићТобић идолмладих - Б92
4. Електроласта - Гузата тинејџерка
5. Хоркестар - Виљушка пуна љубави
6. Крш - Сиротињу
7. Радост! - Сви су мртви
8. Електроласта - (Не)мртав човек
9. Тобић Тобић идол младих - Палестина
10. Пикник - Миш пуж и кер
11. Чинч - Морнар Попече
12. Радост! - Лептерица
13. Крш - Lenjost
14. ТобићТобић идолмладих - Пас е верте
15. Пикник  - Краставе жабе
16. Хоркестар - Пластика
17. Електроласта - Ћуров потенцијал
18. Радост! -Хвала хвала хвала
19. Чинч - Нова
20. Крш- Заљубљени пар
21. Хоркестар - Улице (уживо

На овом издању се налази седам бендова се са по три песме. Углавном су српски бендови, иако се налази и бенд Радост! из Хрватске. Широк је распон музичких жанрова:
"од шансоњерског поп-рок израза какав даје ТобићТобић Идолмладих и Радост!, преко арти-контемплација/стилских вежби група Чинч и Хоркестар и озбиљних зафрканата оличених и Пикнику и Електроласти, до потпуног треш-панк-блуз-кантри-рок угођаја за који су залсужни крш"-

### "Здраво Здраво Здраво" (2008)
"Здраво Здраво Здраво" је компилација бендова објављена у издању Култур Акт-а. На њој се налазе песме следећих извођача:
1. Туссилаго – Бело
2. Нежни Далибор – Не Видим Где Си
3. Петрол – Беирут
4. Репетитор – 10 Пута Недељно
5. Туссилаго – Пичка Пиаф
6. ЖенеКесе – Барка
7. Нежни Далибор – Само Магли
8. Репетитор – Све Што Видим Је Први Пут
9. Петрол – Погрешан Код
10. Петрол – Све Једно Је
11. Туссилаго – Исланд
12. ЖенеКесе – Без Тебе
13. Репетитор – Пукотине
14. Нежни Далибор – Векови
15. ЖенеКесе – Довиђења

### "Зграда је жива!" (2009)
"Зграда је жива!" је компилација бендова Зграде БИГЗ-а у издању Манекена БИГЗ-а. На њој се налазе песме следећих извођача:
1. Дамјан од Ресника - Удвоје
2. ЏЏ - Филаделфија
3. Тхе Бранка - Нуклеарна проба
4. Метак за зликовца - Поподне лењог мачора
5. Синестезија - Похвали ноћ
6. УРГХ - Није ми свеједно
7. Алфа Тица - Зелена песма
8. Данас Сви Знају Да Играју Фудбал - Шта ти је?
9. Акробата Алексић - Шта радите сваког дана?
10. Дрy Вагина - ОНЕ УП
11. Синиша Стојановић Синистер - Душевно прихватљив
12. Синестезија - Срце од зиме
13. Метак за зликовца - 7-8
14. Тхе Бранка - Она мења све
15. Данас Сви Знају Да Играју Фудбал - Весела
16. ЏЏ - Сунце
17. Алфа Тица - Одбачени

## Активности
Музичари БИГЗ-а организовани у удружење названо "Манекени БИГЗ-а", организују низ манифестација, међу којима је Фестивалито и Бигз на Поветарцу. У Прњавору поред Београда се од 2010. године одржава музички фестивал Prnjavorstock на којем наступа велики број бендова нове српске сцене, међу којима су: Метак за зликовца, Дамјан од Ресника, Верy Хеавy Сарс, Алфа Тица, Данас сви знају да играју фудбал, Марко Александар Гајић, Болесна штенад, Тхе Бранка, Тобија и многи други.
У Београду је 2010. године иницијатива младих за људска права организовала концерт на отвореном у знаку обележавања 18 година од анти-ратних протеста и настанка пројекта Римтутитуки. На студентском платоу испред Филозофског факултета наступали су: Мултиетничка атракција. Репетитор, Штугарт онлајн, Лира вега и други.